# Undinella frontalis
Undinella frontalis is een eenoogkreeftjessoort uit de familie van de Tharybidae. De wetenschappelijke naam van de soort is voor het eerst geldig gepubliceerd in 1937 door Tanaka.